# Бойчев, Марто
Ма́рто Ни́колов Бо́йчев (15 марта 2008, София) — болгарский футболист, полузащитник клуба ЦСКА 1948.

## Клубная карьера
Футбольную карьеру начал в академии клуба «Левски». В 2022 года присоединился к академии клуба ЦСКА 1948. 10 февраля 2024 года дебютировал в основном составе клуба в матче Суперкубка Болгарии против «Лудогорца», выйдя на замену в возрасте 15 лет, 10 месяцев и 26 дней. 25 февраля 2024 года дебютировал в Первой профессиональной лиге Болгарии в матче против «Славии».

## Карьера в сборной
Выступал за сборные Болгарии до 15, до 16 и 17 лет.